# 계산물리학
계산물리학(Computational physics) 또는 전산물리학은 컴퓨터를 이용한 수치 계산을 수행함으로써 이론의 검증 및 실험을 수행할 수 없는 극한 상황을 이해하기 위해 출발한 물리학의 방법론이다. 초기에는 이론물리학의 보조 수단으로 생각하였으나 컴퓨터의 비약적인 발전 및 정교한 알고리즘의 개발 등으로 많은 물리학적 현상을 설명 및 예측할 수 있었고, 사회의 다변화와 함께 그 분야에 종사하는 인력이 늘게 되면서 실험물리학이나 이론물리학이 아닌 독립적인 분야로 여겨지게 되었다. 이 분야에서는 자연에 실재하는 계에 대한 시늉을 수행해서 필요로 하는 혹은 관심있는 물리량을 계산할 뿐만 아니라, 이러한 전산시늉을 위한 새로운 알고리즘의 개발 및 검증을 포함하는 계산과학이다. 계산물리학은 물리학, 응용 수학, 컴퓨터 과학이 중첩되는 다학제적인 분야이다.

## 적용 분야 및 장점
주로 수행되는 분야를 보면 계산유체역학, 계산고체물리학, 계산천체물리학 및 계산소립자물리학 등이 있다. 계산물리학은 실험물리학과 비교할 때 실험 장비의 한계 때문에 할 수 없었던 현상을 설명할 수 있고, 또 이론물리학과 비교할 때 해석적으로 너무 복잡해서 계산할 수 없었던 양을 수치적으로 계산할 수 있는 장점을 가진다.

## 이론물리학과 같은 점 및 다른 점
이론물리학이 실재계를 설명하기 위해 수학적인 모형을 도입하는 것과 마찬가지로 전산물리학에서는 전산시늉을 위해 이론물리학에서의 수학적 모형과는 차이가 있는 계산 모형을 도입한다. 이러한 방법론과 모형의 차이는 결과물의 차이를 만든다. 즉, 이론물리학에서는 대부분의 결과가 수식이 되며, 이 수식은 다른 이론을 개발하는 데 쓰이게 된다. 반면 계산물리학에서는 개별적인 결과는 수식이 아니고 수치값이 된다.

## 실험물리학과 같은 점 및 다른 점
분명하게 다른 점은 실험물리학의 경우 다루는 대상이 실재하지만 계산물리학에서는 컴퓨터메모리에서만 존재한다. 하지만 방법론으로 볼 때 실험물리학과 비슷한 점이 많다. 실험물리학에서 샘플을 준비하는 것처럼 계산물리학에서는 입력파일을 만들고, 장비를 운영(run)하는 것처럼 해당 프로그램을 실행(run)하며, 스펙트럼을 분석하듯이 출력파일을 분석하게 된다. 실험물리학에서는 샘플이나 조건이 바뀜에 따른 경향성을 말하는 것처럼 입력변수값을 바꿈에 따라 달라지는 결과값의 경향성을 말하게 된다.

## 정교한 모형 혹은 계산량
도입된 모형이 얼마나 실재와 근접해 있는가(이를 흔히 정교하다고 말한다)에 따라 실험을 얼마나 잘 재현할 수 있는가를 결정한다. 꼭 그런 것은 아니지만 많은 경우 정교한 모형은 많은 메모리와 계산 시간을 필요로 하며, 덜 정교한 모형은 비교적 적은 양의 메모리와 계산 시간을 요구한다. 매우 정교한 모형을 이용하는 컴퓨터 시뮬레이션은 흔히 슈퍼컴퓨터를 써야만 하는 계산량이 요구되기도 한다.

## 같이 보기
- 몬테카를로 방법
- 분자동력학
- 밀도범함수이론